# Arènes de Saragosse
Les arènes de Saragosse, en espagnol Plaza de toros de Zaragoza, sont les arènes de la ville espagnole de Saragosse en Aragon.

## Art
- Le peintre Ray Letellier (1921-2009) a peint une suite de tableaux d'une facture expressionniste consacrée au thème de la corrida dans les arènes de Saragosse.